# قائمة جبال بارق
قائمة جبال بارق تضم هذه القائمة بعض الجبال الموجودة في محافظة بارق:
- جبل اثرب
- جبل قتروي
- جبل ريدان
- جبل ناحت
- جبل بركوك
- جبل القمر
- جبل فقعة